# Plesippus
Plesippus (zusammengesetzt aus griechisch: plesio – „fast, annähernd“ und hippos – „Pferd“) ist eine ausgestorbene Gattung aus der Familie der Pferde (Equidae). Die bekannteste Fundstelle der Gattung, die Hagerman Fossil Beds, liegt im heutigen US-Bundesstaat Idaho. Die dort gefundenen Tiere wurden ursprünglich unter dem Namen Equus simplicidens beschrieben, werden heute jedoch als Plesippus shoshonensis bezeichnet. Die Art lebte hier vor rund 3,5 Millionen Jahren im Pliozän. Mit einem geschätzten Körpergewicht von durchschnittlich 425 kg erreichte Plesippus shoshonensis in etwa die Größe eines heutigen Araberpferdes. Vor etwa 2,5 Millionen Jahren erreichte Plesippus von Nordamerika her kommend auch Eurasien. Die genauen Abstammungsverhältnisse und die Verwandtschaft mit den späteren Pferden der Gattung Equus sind noch nicht geklärt.